# Güel
Güel est un village inclus dans le territoire communal de Graus.

## Géographie
Il se situe dans la sierra de Güel, nom donné aux contreforts qui séparent la vallée de l'Ésera de celle de l'Isábena.

## Économie
On y cultive les céréales et les oliviers. L'élevage est essentiellement composé de troupeaux de moutons.

## Monuments
On peut y découvrir l'ermitage de la Vierge des Rochers (Virgen de las Rocas).